# Marie-Dominique-Auguste Sibour

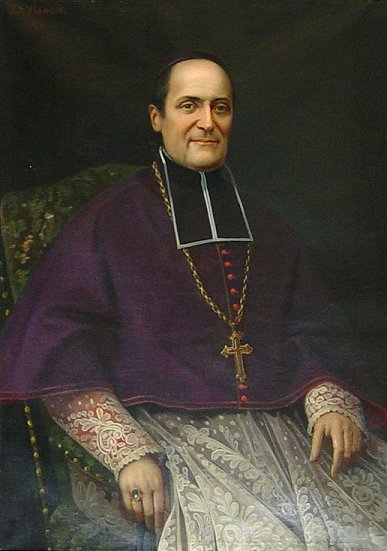
Marie-Dominique-Auguste Sibour.

Marie-Dominique-Auguste Sibour (Saint-Paul-Trois-Châteaux, 4 augustus 1792 - Parijs, 3 januari 1857) was een Frans geestelijke, van 1839 tot 1848 bisschop van Digne en 1848 tot aan zijn dood aartsbisschop van Parijs.

## Levensloop
Sibour studeerde aan het seminarie van Viviers en theologie aan het Saint-Charlesseminarie van Avignon en werd in 1818 in Rome tot priester gewijd. In 1817 werd hij oppervicaris van de pastorie van de Vereniging van Buitenlandse Missies in Parijs en in 1819 werd hij benoemd tot kanunnik in Pont-Saint-Esprit. Zijn vrije tijd benutte hij om zich te verdiepen in kerkelijk recht. In 1822 volgde zijn benoeming tot kanunnik in Nîmes, waar hij ook bijdrages leverde in de krant L'Avenir. In 1837 werd hij verkozen tot vicaris-generaal van het bisdom Nîmes, een functie die hij twee jaar uitoefende.
In oktober 1839 werd hij door paus Gregorius XVI aangesteld als bisschop van Digne, waarna hij in februari 1840 tot bisschop werd gewijd. In Digne moedigde hij kerkelijke studies aan, om het belang van de functies uitgeoefend door de kathedraalkapittel te vergroten en meer respect te verkrijgen voor het canoniek recht in kerkelijke processen. Dezelfde principes hanteerde hij in het aartsbisdom Parijs. In oktober 1848 was hij daar namelijk tot aartsbisschop benoemd vanwege zijn steun aan de nieuwe regering na de invoering van de Tweede Franse Republiek. Sibour maakte eveneens deel uit van de ministeriële commissie die belast was met de voorbereiding van de Falloux-wetten in het onderwijs, die de invloed van de geestelijkheid in scholen fors uitbreidde. Als bisschop hield hij in 1849 een provinciale raad en in 1850 een bisschoppensynode. Op 30 januari 1853 voltrok hij het huwelijk van keizer Napoleon III en Eugénie de Montijo. Napoleon III had hem een jaar eerder benoemd tot senator.
Hoewel Sibour zich kantte tegen het Dogma van de Onbevlekte Ontvangenis, was hij in december 1854 aanwezig bij de aankondiging van het Dogma en impliceerde hij het in zijn eigen aartsbisdom. Dankzij de medewerking van de keizerlijke regering kon hij ook in de behoeften van arme kerken voorzien en verschillende nieuwe parochies organiseren. Ook gaf hij in 1856 Pierre-Julien Eymard de toestemming om de Congregatie van het Allerheiligst Sacrament op te richten. Daarnaast streefde hij naar de introductie van de Romeinse ritus in zijn aartsbisdom.
Op 3 januari 1857 werd hij in de Église Saint-Étienne-du-Mont met een messteek in het hart gedood door de geschorste priester Jean-Louis Verger, die zich verzette tegen het Dogma van de Onbevlekte Ontvangenis en het celibaat voor priesters. Verger werd op zijn proces ter dood veroordeeld en vervolgens met de guillotine terechtgesteld.
- Bibliothèque nationale de France: cb12061992w (data)
- Gemeinsame Normdatei: 119459159
- International Standard Name Identifier: 0000 0001 0874 5873
- Library of Congress Control Number: n89631172
- Base Léonore: LH//2513/52
- Nederlandse Thesaurus van Auteursnamen: 089781759
- Système universitaire de documentation: 028874978
- Trove: 1305216
- Virtual International Authority File: 17244619
- WorldCat: E39PBJxWTq9Wb6CqxPvYMY9VYP